# Haute-Isle
Haute-Isle é uma comuna francesa na região administrativa da Ilha de França, no departamento do Vale do Oise. Estende-se por uma área de 2.57 km². Em 2010 a comuna tinha 288 habitantes (densidade: 112,1 hab./km²).